# Toxorhina (Toxorhina) magna
Toxorhina (Toxorhina) magna is een tweevleugelige uit de familie steltmuggen (Limoniidae). De soort komt voor in het Nearctisch gebied.